# Euphilomedes cooki
Euphilomedes cooki is een mosselkreeftjessoort uit de familie van de Philomedidae. De wetenschappelijke naam van de soort is voor het eerst geldig gepubliceerd in 2000 door Harrison-Nelson & Kornicker.